# Bodo Wolf (Synchronsprecher)
Klaus-Bodo Wolf (* 18. August 1944 in Halle (Saale); † 24. November 2023 in Neusalza-Spremberg) war ein deutscher Schauspieler, Synchronsprecher sowie Hörspiel- und Hörbuchsprecher. Als Schauspieler wurde er vor allem in DEFA-Märchenfilmproduktionen bekannt. Als Synchronsprecher war er unter anderem die deutsche Stimme von Tobin Bell, vor allem in dessen Rolle des Jigsaw in der Filmreihe Saw, und von Tony Shalhoub als Monk in der gleichnamigen Serie. Des Weiteren war er langjähriger Sprecher von Christopher Walken, Alan Alda, Richard Jenkins, John Lithgow, Larry David und Robin Williams.

## Leben
Bodo Wolf wurde 1944 in Halle an der Saale als Sohn des Schauspielerehepaares Otto-Erich Edenharter und Annelies Edenharter geboren. Seine jüngere Schwester Birgit Edenharter ergriff ebenfalls den Schauspielberuf und arbeitete als Synchronsprecherin. Ende 1986 emigrierte er mit ihr aus der DDR nach West-Berlin. Seine Schauspielausbildung absolvierte er an der Staatlichen Schauspielschule Berlin-Niederschöneweide.
Wolf war bis zu seinem Tod verheiratet und lebte ab 2011 in Neusalza-Spremberg. Er starb Ende November 2023 im Alter von 79 Jahren.

## Karriere

### Theater, Film und Fernsehen
Theaterengagements hatte Wolf unter anderem am Gerhart-Hauptmann-Theater Görlitz-Zittau, am Grenzlandtheater Aachen und am Staatstheater Dresden. Von 1988 bis 1990 war er der Darsteller des Jedermanns bei den Berliner Jedermann-Festspielen.
Ab 1970 stand er auch für Film und Fernsehen vor der Kamera. Sein Debüt gab er unter der Regie von Edgar Kaufmann als Bertram in dem Fernsehfilm Zauberlehrlinge. Es folgten zahlreiche weitere Rollen in Film- und Fernsehproduktionen der DEFA und des DFF, wie 1978 die Rolle des preußischen Generalmajors Carl von Clausewitz in dem Fernseh-Fünfteiler Scharnhorst. Einem breiten Publikum ist er vor allem aus den DEFA-Märchenfilmproduktionen Schneeweißchen und Rosenrot (1979) und Der Prinz hinter den sieben Meeren (1982) bekannt, in denen er jeweils die Rolle des Prinzen übernahm. 1982 gehörte er als Harry Hahn in der ersten Staffel der Fernsehserie Geschichten übern Gartenzaun zur Stammbesetzung.
Auch nach seiner Flucht aus der DDR in die BRD im Jahr 1986 erhielt Wolf neben festen Rollen wie an der Seite von Manfred Krug in Liebling Kreuzberg als Staatsanwalt Fricke auch Gastrollen in Fernsehserien, u. a. in Peter Strohm, Unser Lehrer Doktor Specht, Abenteuer Airport oder Im Namen des Gesetzes.

### Synchronarbeiten
Ab 1969 betätigte sich Wolf, teils sehr umfangreich, in der Synchronisation. Er war Stammsprecher der US-amerikanischen Schauspieler Alan Alda und John Lithgow. Darüber hinaus lieh er unter anderem René Auberjonois als Constable Odo in der Serie Star Trek: Deep Space Nine, von Paul Guilfoyle in CSI: Den Tätern auf der Spur und von Tony Shalhoub als Adrian Monk in der gleichnamigen Fernsehserie seine Stimme. Für seine Arbeit als Monk wurde er im März 2007 mit dem Deutschen Preis für Synchron ausgezeichnet. Von 2004 bis 2023 lieh er als Jigsaw dem US-amerikanischen Schauspieler Tobin Bell in der Filmreihe Saw seine Stimme. Von 2005 bis 2013 sprach er den Kommissar Kurt Wallander in der schwedischen Krimiserie Mankells Wallander nach einer Vorlage von Henning Mankell.
Weitere Bekanntheit erreichte er von 2000 bis 2006 durch die Rolle des von Bryan Cranston dargestellten Familienvaters Hal, in der US-amerikanischen Comedy-Sitcom Malcolm mittendrin. In Bryan Cranstons nachfolgender Serie Breaking Bad wurde er jedoch durch Joachim Tennstedt ersetzt, der sich fortan als Cranstons Stammsprecher etablieren konnte. Mehrmals lieh er dem US-amerikanischen Schauspieler Ed Begley junior seine Stimme, so beispielsweise als Anwalt Clifford „Cliff“ Main in der Dramaserie Better Call Saul und von 2017 bis 2022 als Dr. Grant Linkletter in der Comedyserie Young Sheldon. Dem jüngeren Publikum war seine Stimme unter anderem aus Kinder- und Zeichentrickserien bekannt, zum Beispiel als Professor von Schlemmer in Sonic der irre Igel, als Vater von Kim Possible, als Geier Vultur in Tabaluga oder als Jerry in Totally Spies!.
Wolf war auch des Öfteren in Computerspielen zu hören. Bekanntheit erreichte er hierbei in erster Linie durch die Rolle des Jokers, dem Erzfeind von Batman, den er in einigen Lego-Videospielen und insbesondere in der vierteiligen Batman-Arkham-Reihe seine Stimme lieh. In Donald Duck: Quack Attack sprach er Donald Ducks Vetter Gustav Gans, welcher 10 Jahre zuvor von Joachim Tennstedt in der Zeichentrickserie DuckTales – Neues aus Entenhausen synchronisiert wurde.
Obwohl sich Wolf bereits im April 2022 in den Ruhestand begeben hatte, kehrte er 2023 als Synchronsprecher für Tobin Bell in Saw X zurück und synchronisierte wenig später Tony Shalhoub ein weiteres Mal in der Rolle des Privatdetektivs Adrian Monk im Fernsehfilm Mr. Monk’s Last Case: A Monk Movie. Diese Rollen waren seine letzten Synchronarbeiten.

## Synchronrollen (Auswahl)
Tobin Bell
- 1998: Liebe per Express als John Dwayne Beezly
- 2003: 24 (Fernsehserie) als Peter Kingsley
- 2004: Saw als John Kramer / Jigsaw
- 2005: Saw II als John Kramer / Jigsaw
- 2006: Saw III als John Kramer / Jigsaw
- 2007: Saw IV als John Kramer / Jigsaw
- 2008: Saw V als John Kramer / Jigsaw
- 2009: Saw VI als John Kramer / Jigsaw
- 2010: Saw 3D – Vollendung als John Kramer / Jigsaw
- 2014: Finders Keepers als Dr. Freeman
- 2016–2017: The Flash (Fernsehserie) als Savitar / Dr. Alchemy (1. Stimme)
- 2017: Jigsaw als John Kramer / Jigsaw
- 2023: Saw X als John Kramer / Jigsaw

Tony Shalhoub
- 2002–2009: Monk (Fernsehserie) als Adrian Monk
- 2007: Zimmer 1408 als Sam Farrell
- 2010: Woher weißt du, dass es Liebe ist als Psychiater
- 2011: Too Big to Fail – Die große Krise (Fernsehfilm) als John Mack
- 2012: Hemingway & Gellhorn (Fernsehfilm) als Mikhail Koltsov
- 2013: Pain & Gain als Victor Kershaw
- 2015: Nurse Jackie (Fernsehserie) als Dr. Bernard Prince
- 2016: BrainDead (Fernsehserie) als Raymond „Red“ Wheatus (Synchro 2021)
- 2017–2019: The Marvelous Mrs. Maisel (Fernsehserie) als Abe Weissman (1. Stimme, Staffeln 1–4)
- 2023: Mr. Monk’s Last Case: A Monk Movie (Fernsehfilm) als Adrian Monk

Ed Begley junior
- 1998: Addams Family – Und die lieben Verwandten als Dr. Philip Adams
- 2001, 2005: Six Feet Under – Gestorben wird immer (Fernsehserie) als Hiram
- 2004: Kingdom Hospital (Fernsehserie) als Dr. Jesse James
- 2008: Recount als David Boies (Synchro 2013)
- 2011: Der perfekte Ex als Mr. Darling
- 2015–2016: Blunt Talk (Fernsehserie) als Teddy Winter
- 2016: Ghostbusters als Ed Mulgrave
- 2016–2020: Better Call Saul (Fernsehserie) als Clifford „Cliff“ Main (1. Stimme)
- 2017–2022: Young Sheldon (Fernsehserie) als Dr. Grant Linkletter (1. Stimme)
- 2017: Future Man (Fernsehserie) als Gabe Futturman

Robin Williams
- 2005: The Big White – Immer Ärger mit Raymond als Paul Barnell
- 2006: Nachts im Museum als Theodore Roosevelt
- 2006: Man of the Year als Tom Dobbs (2. Synchro 2008)
- 2006: The Night Listener – Der nächtliche Lauscher als Gabriel Noone
- 2007: Lizenz zum Heiraten als Reverend Frank
- 2009: Old Dogs – Daddy oder Deal als Simon Roberts
- 2013: The Big Wedding als Pater Bill Moinighan
- 2013: Der Butler (Fernsehserie) als Dwight D. Eisenhower
- 2013–2014: The Crazy Ones (Fernsehserie) als Simon Roberts
- 2014: The Angriest Man in Brooklyn als Henry Altmann
- 2014: Boulevard – Ein neuer Weg als Nolan Mack
- 2014: Furchtbar fröhliche Weihnachten als Virgil „Mitch“ Mitchler
- 2014: Nachts im Museum: Das geheimnisvolle Grabmal als Theodore Roosevelt

Alan Alda
- 1996: Alle sagen: I love you als Bob Dandridge
- 1997: Mord im Weißen Haus als Sicherheitsberater Alvin Jordan
- 2004: Aviator als Arthur Shaw als Sen. Ralph Owen Brewster
- 2008: Memories to Go – Vergeben... und vergessen! als Onkel Rollie
- 2008: Flash of Genius als Gregory Lawson
- 2008: Nichts als die Wahrheit als Albert Burnside
- 2011: Aushilfsgangster als Arthur Shaw
- 2013–2019: The Blacklist (Fernsehserie) als Alan Fitch / Der Dekabrist
- 2015: Kein Ort ohne dich als Ira Levinson
- 2015: Bridge of Spies – Der Unterhändler als Thomas Watters Jr.
- 2019: Marriage Story als Bert Spitz

Bryan Cranston
- 2000–2006: Malcolm mittendrin (Fernsehserie) als Hal
- 2011: Larry Crowne als Dean Tainot
- 2017: The Disaster Artist als Bryan Cranston

John Lithgow
- 2009: Dexter (Fernsehserie) als Arthur Mitchell / Trinity Killer
- 2019: Friedhof der Kuscheltiere als Jud Crandall
- 2019: Bombshell – Das Ende des Schweigens als Roger Ailes
- 2021–2022: Dexter: New Blood (Fernsehserie) als Arthur Mitchell / Trinity Killer

### Filme
- 1989: Die Verlobung des Monsieur Hire … für Michel Blanc als Monsieur Hire
- 1992: Wayne’s World … für Kurt Fuller als Russel
- 2000: Gladiator … für Derek Jacobi als Gracchus
- 2000: Ey Mann, wo is’ mein Auto? … für David Herman als Nelson
- 2005: Per Anhalter durch die Galaxis … für Bill Nighy als Slartibartfaß
- 2006: Klick … für Christopher Walken als Morty
- 2007: Könige der Wellen … für James Woods als Reggie Bellafonte
- 2010: Mrs. Miracle 2 – Ein zauberhaftes Weihnachtsfest … für Tom Butler als J.R. Finley
- 2015: Northpole: Weihnachten steht vor der Tür … für Paul Stewart als Wilson

### Serien
- 1992–1996: Picket Fences – Tatort Gartenzaun (88 Folgen) …  für Tom Skerritt als Sheriff James Brock
- 1993–1996: Sonic der irre Igel … für French Tickner als Professor von Schlemmer
- 1994–2000: Star Trek: Deep Space Nine … für René Auberjonois als Constable Odo
- 2000–2015: CSI: Den Tätern auf der Spur (319 Folgen) … für Paul Guilfoyle als James „Jim“ Brass
- 2000–2021: Lass es, Larry! … für Larry David
- 2003–2007: Las Vegas (87 Folgen) … für James Caan als Ed Deline
- 2005–2012: The Closer … für Anthony John Denison als Detective Lieutenant Andy Flynn
- 2005–2013: Mankells Wallander … für Krister Henriksson als Kurt Wallander
- 2006–2010: Die Schule der kleinen Vampire als Archibald Oxford
- 2016: Baron Noir (1. Staffel) … für Niels Arestrup als Präsident der Republik
- 2017–2020: Father Brown … für Mark Williams als Father Brown
- 2018: Escape at Dannemora … für David Morse als Gene Palmer
- 2019: Kommissar Wisting … für Helge Sveen als Finn Haber

### Computerspiele
- 2000: Donald Duck: Quack Attack als Gustav Gans
- 2008: The Legend of Spyro: Dawn of the Dragon als Antagonist Malefor
- 2009: Batman: Arkham Asylum sowie den Fortsetzungen der Arkham-Reihe Batman: Arkham City (2011), Batman: Arkham Origins (2013) und Batman: Arkham Knight (2015) als Antagonist Joker
- 2009: The Book of Unwritten Tales als Erzmagier Alastair, Meister Markus und Zloff
- 2011: DC Universe Online sowie in Lego Dimensions (2015) und Lego DC Super-Villains (2018) als Joker
- 2011, 2012 und 2017: Assassin’s-Creed-Reihe als William Miles
- 2012: Diablo III als Bürgermeister von Neu-Tristram
- 2012: Far Cry 3 als Dr. Alec Earnhardt
- 2013: Lego City Undercover als Verbrecher Moe de Luca
- 2014: Wolfenstein: The New Order als General Totenkopf

## Hörspiele und Hörbücher (Auswahl)
- 2009–2017: Lady Bedfort (Hörspielserie, als John Gomery)
- 2009–2024: Bibi Blocksberg … als Bernhard Blocksberg (Folgen: 93–152)
- 2008–2015: Verschiedene Rollen in Gruselkabinett (Folgen: 28–31, 36–39, 96, 99)[7]
- 2016: Morgan & Bailey (Hörspielserie, als Dorf-Polizist Joel Ashton)
- 2012–2024: Commissario Montalbano nach Andrea Camilleri (Lübbe Audio, Hörbücher):
  - Das Ritual der Rache (2012)
  - Die Tage des Zweifels (2013)
  - Der Tanz der Möwe (2014)
  - Der ehrliche Dieb (2015)
  - Das Spiel des Poeten (2015)
  - Das Lächeln der Signorina (2015)
  - Das Labyrinth der Spiegel (2016)
  - Der zweite Kuss des Judas (2016)
  - Die Spur des Lichts (2017)
  - Eine Stimme in der Nacht (2018)
  - Das Nest der Schlangen (2019)
  - Das Bild der Pyramide (2020)
  - Das Karussell der Verwechslungen (2021)
  - Das Ende des Fadens – Commissario Montalbano übt sich in Geduld (2022)
  - Die Botschaft der verborgenen Bilder – Commissario Montalbano entdeckt eine neue Welt (2023)
  - Die Spur des Fuchses (2024, Lübbe Audio, Commissario Montalbano 12), ISBN 978-3-7540-1560-5

## Filmografie
- 1970: Zauberlehrlinge (Fernsehfilm)
- 1974: Polizeiruf 110 (Fernsehserie, Folge 4x09 Nachttaxi)
- 1978: Scharnhorst (Fernseh-Fünfteiler)
- 1979: Schneeweißchen und Rosenrot
- 1980: Peters Jugend (Юность Петра)
- 1981: Adel im Untergang (Fernsehfilm)
- 1982: Der Prinz hinter den sieben Meeren
- 1982: Geschichten übern Gartenzaun (Fernsehserie, 6 Folgen)
- 1983: Chef der Gelehrsamkeit – Wilhelm von Humboldt (Fernsehfilm)
- 1984: Flieger (Fernsehfilm)
- 1987: Hals über Kopf (Fernsehserie, Folge 1x24)
- 1988–1998: Liebling Kreuzberg (Fernsehserie, 8 Folgen)
- 1989: Drei Damen vom Grill (Fernsehserie, Folge 9x08 Blumen für die Damen)
- 1990: Abenteuer Airport (Fernsehserie, Folge 1x10)
- 1991: Peter Strohm (Fernsehserie, 2 Folgen)
- 1991: Bronsteins Kinder
- 1991: Meine Tochter gehört mir
- 1993: Wolffs Revier (Fernsehserie, Folge 1x15)
- 1993–1995: Der Landarzt (Fernsehserie, 3 Folgen)
- 1994: Rosa Roth – In Liebe und Tod (Fernsehreihe)
- 1994: Tod in Miami (Fernsehfilm)
- 1994: Ihre Exzellenz, die Botschafterin (Fernsehserie, Folge Diplomatenjagd)
- 1994–1995: Wir sind auch nur ein Volk (Fernsehserie, 3 Folgen)
- 1994–2007: Im Namen des Gesetzes (Fernsehserie, 64 Folgen)
- 1996: Ein Bayer auf Rügen (Fernsehserie, Folge 4x05)
- 1996/2002: Für alle Fälle Stefanie (Fernsehserie, 2 Folgen)
- 1997: Küstenwache (Pilotfilm der Fernsehserie)
- 1997–1999: Küstenwache (Fernsehserie, 17 Folgen)
- 2003: Der letzte Zeuge (Fernsehserie, Folge 5x06)
- 2007: Bezaubernde Marie (Fernsehfilm)
- 2014: Diplomatie